# Comeytrowe
Comeytrowe is een civil parish in het bestuurlijke gebied Somerset West and Taunton, in het Engelse graafschap Somerset met 5463 inwoners.